# Flat Beat
«Flat Beat» es un sencillo del músico francés de french house Mr. Oizo, lanzado en 1999. Está incluido como una pista adicional en el primer álbum de estudio Analog Worms Attack. Un video musical adicional fue lanzado en VHS. El video presenta a Flat Eric, una marioneta amarilla. Flat Eric tuvo gran recepción comercial y popularidad, apareciendo en Levi's. La canción alcanzó el puesto número uno en Reino Unido por tres semanas desde marzo a abril en 1999. La canción es un instrumental y es uno de los veinticuatro instrumentales en los sencillos número uno de Reino Unido.

## Lista de canciones

### Maxi/CDinternacional
1. «Flat Beat» — 5:25
2. «Monday Massacre» — 3:36
3. «Sick Dog Try to Speak» — 3:36
4. «Flat Beat» (Radio Edit) — 4:00

### 12"para Italia
- A1. «Flat Beat» (Original Track)
- A2. «Flat Beat» (MPJ Remix)

- B1. «Eric's Mood» (Rush Team Mix)
- B2. «One Crease» (MO-Dus Version)

### 12" para Francia
- A. «Flat Beat» — 5:25

- B1. «Monday Massacre» — 3:36
- B2. «Sick Dog Try to Speak» — 3:36

### CD para Reino Unido
1. «Flat Beat» (Radio Edit) — 4:00
2. «Flat Beat» — 5:24
3. «Monday Massacre» — 3:36

### Casete (sólo RU)
- A1. «Flat Beat» (Radio Edit) — 4:00
- A2. «Flat Beat» — 5:25

- B1. «Flat Beat» (Radio Edit) — 4:00
- B2. «Flat Beat» — 5:25

### VHS
- 1. «Flat Beat» — 3:06

## Posición en listas
| Listas (1999)                         | Máxima posición |
| ------------------------------------- | --------------- |
| Alemania (Offizielle Deutsche Charts) | 1               |
| Austria (Ö3 Austria Top 40)           | 1               |
| Bélgica (Flandes) (Ultratop 50)       | 1               |
| Bélgica (Valonia) (Ultratop 50)       | 2               |
| Dinamarca (Tracklisten)               | 3               |
| España (AFYVE)                        | 2               |
| Finlandia (OFC)                       | 1               |
| Francia (SNEP)                        | 5               |
| Irlanda (IRMA)                        | 2               |
| Italia (FIMI)                         | 1               |
| Noruega (VG-lista)                    | 2               |
| Nueva Zelanda (Recorded Music NZ)     | 12              |
| Países Bajos (Dutch Top 40)           | 5               |
| Reino Unido (UK Singles Chart)        | 1               |
| Suecia (Sverigetopplistan)            | 4               |
| Suiza (Schweizer Hitparade)           | 4               |

### Sucesión en listas
| Anterior: «Blame It on the Weatherman» de B*Witched | UK Singles Chart — Sencillo Nro 1 28 de marzo de 1999 — 10 de abril de 1999    | Siguiente: «Perfect Moment» de Martine McCutcheon  |
| Anterior: «Baby One More Time» de Britney Spears    | Media Control Charts — Sencillo Nro 1 16 de abril de 1999 — 14 de mayo de 1999 | Siguiente: «I Want It That Way» de Backstreet Boys |
| Anterior: «Baby One More Time» de Britney Spears    | FIMI — Sencillo Nro 1 1 de mayo de 1999 — 22 de mayo de 1999                   | Siguiente: «Baby One More Time» de Britney Spears  |